# Galeries royales d'Ostende
Les galeries royales d'Ostende (néerlandais : Koninklijke Gaanderijen) sont un témoin de l'architecture néo-classique en Belgique à la fin du règne du roi Léopold II.

## Histoire
Les galeries royales d'Ostende furent construites entre 1902 et 1906 selon les plans de l'architecte français Charles Girault sur ordre du roi Léopold II.  
Ces galeries témoignent de l'attachement que portait le roi à sa cité balnéaire préférée : le roi suivit les travaux de près et visita le chantier le 25 février 1905.
Les galeries royales, se dressent le long de la digue de mer entre le chalet royal et l'hippodrome Wellington : elles devaient permettre au roi et à ses hôtes de se rendre à l'hippodrome sans être incommodés par la pluie ou le vent.
Durant la Seconde Guerre mondiale, les grilles en fer forgé situées entre les colonnes furent enlevées pour être fondues. Les galeries furent murées sur toute leur longueur sur ordre de l'occupant allemand : elles devinrent ainsi un maillon du mur de l'Atlantique. 
Elles ont été représentées à plusieurs reprises par le peintre symboliste ostendais Léon Spilliaert.
Depuis plusieurs années, l'état général des galeries se détériore. Des échaffaudages ont été installés tout le long pour assurer la stabilité de la structure.

## Architecture

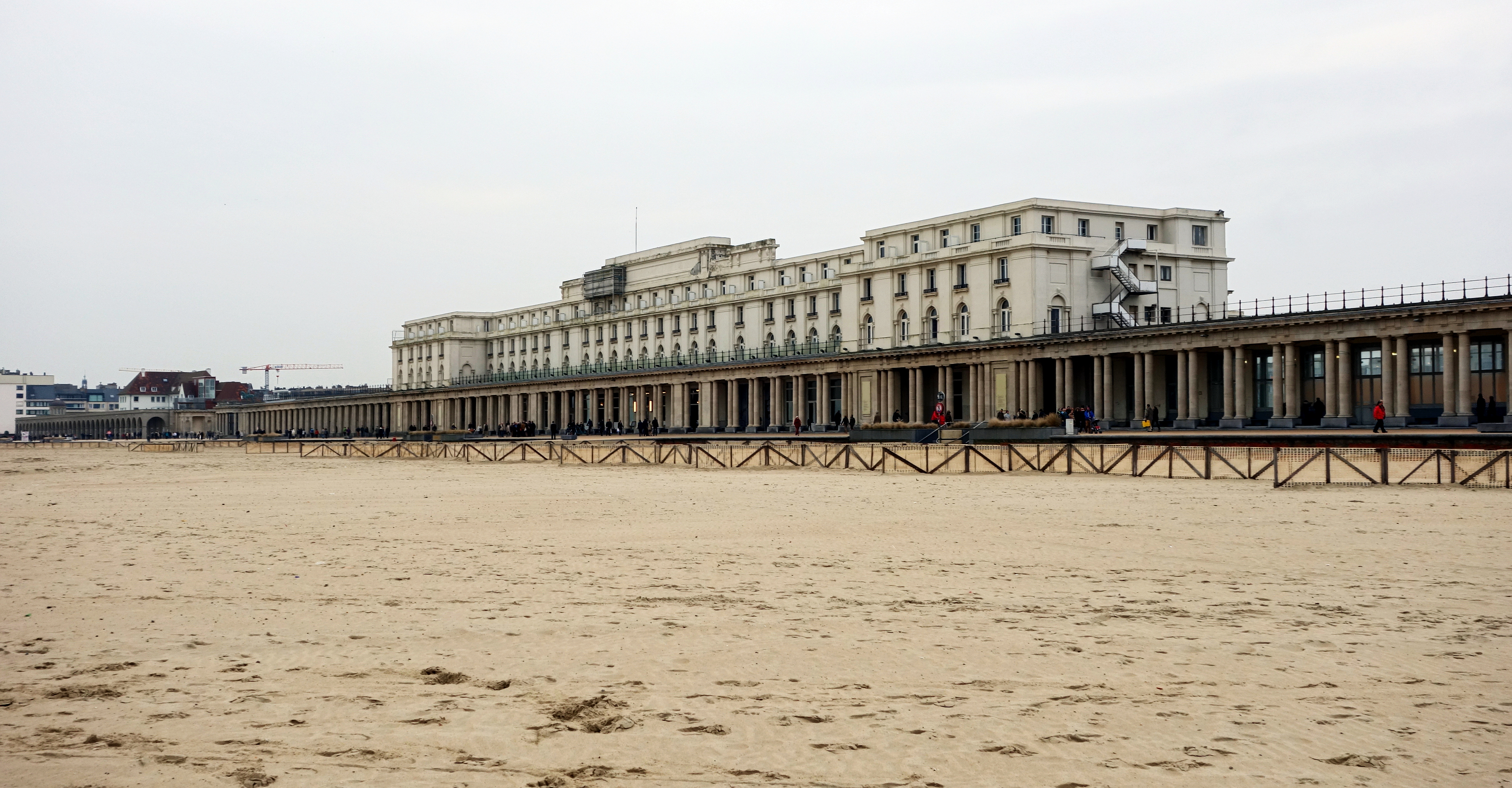
L'ancien Palais des Thermes, le long des galeries

Les galeries royales, longues d'environ 380 mètres, se terminent à chaque extrémité par un pavillon et longent pour partie l'ancien Palais des Thermes construit au début des années 1930, dont ne subsiste aujourd'hui que la partie hôtelière, le Thermae Palace.
Elles présentent un grand nombre de colonnes à chapiteau toscan, groupées par deux sur un socle en pierre bleue. Ces colonnes, dont la base est ornée d'un anneau torique, supportent un entablement constitué d'une architrave nue, d'une frise décorée de triglyphes à gouttes (à la verticale de chaque colonne) et d'une corniche moulurée en forte saillie supportée par des corbeaux rectangulaires plats.